# Portrait de Henry Davison
Pour les articles homonymes, voir Davison.
Le Portrait de Henry Davison est un tableau de Louise Catherine Breslau réalisé en 1880. Il est conservé et exposé au musée d'Orsay à Paris.

## Description
Cette peinture à l'huile sur toile de 87 × 46 cm représente le poète anglais Henry Davison. Le tableau est également connu sous le titre Portrait de Henry Davison, poète anglais. 
La peintre y a inscrit : « A Monsieur Davison 4 Jul. 1880. L.B »
L'artiste Madeleine Zillhardt, compagne et légataire de l'œuvre de Louise Catherine Breslau, l'a conservé dans sa collection jusqu'en 1929, date à laquelle elle en fait don au Musée du Jeu de Paume. 
Le tableau est attribué au Musée du Louvre par les Musées nationaux en 1977, qui le conserve jusqu'en 1982, date à laquelle il rejoint les collections du Musée d'Orsay. Il y est exposé aujourd'hui.

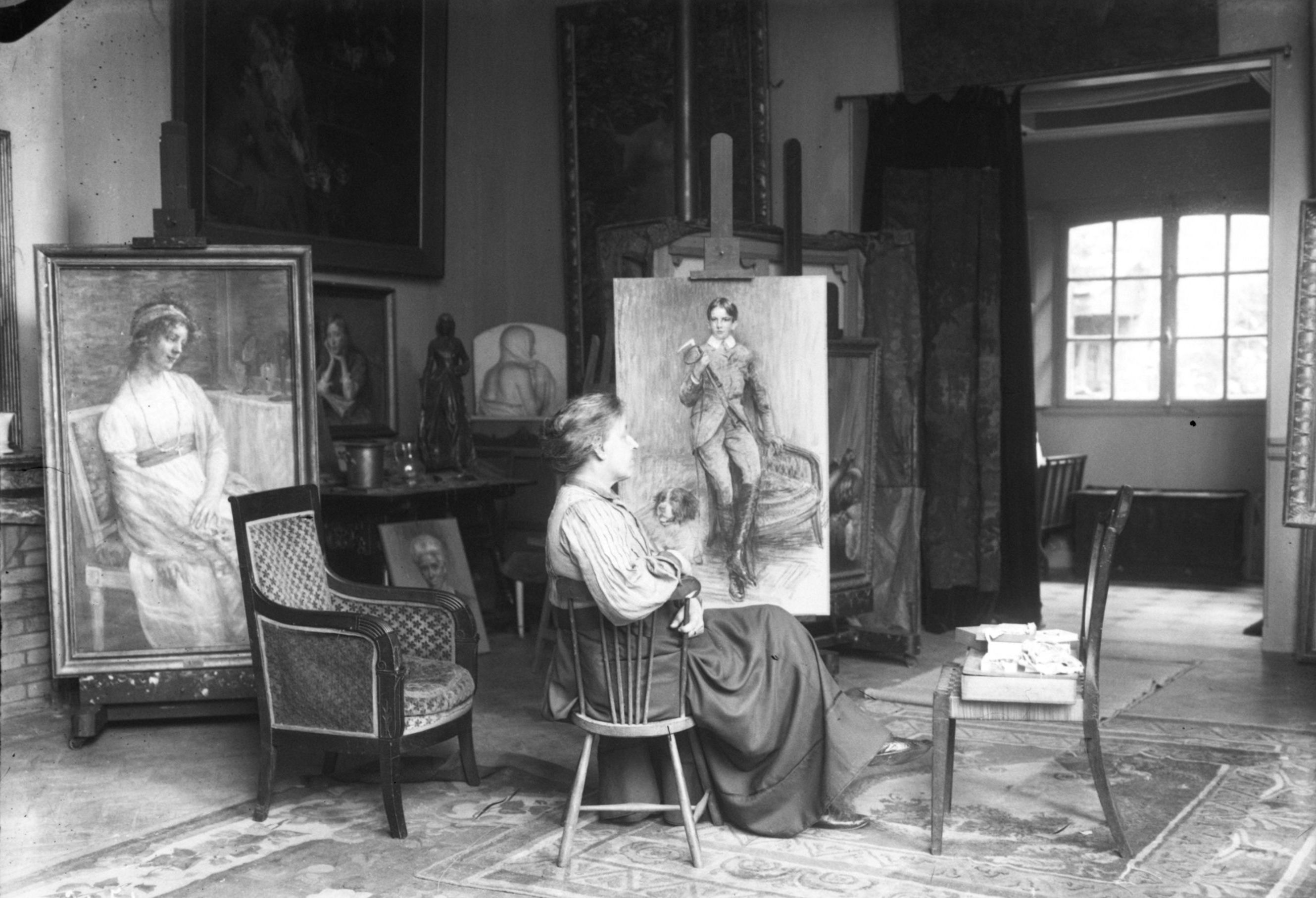
La peintre Louise Catherine Breslau dans son atelier en 1912.

## Le sujet
Henry Davison (1859-1947) est le fils de la pianiste franco-britannique Arabella Goddard et du journaliste James William Davison.
Il a un frère, Charles Davison. 
Poète, il est également journaliste. 
Il publie en 1912 Music during the Victorian era. From Mendelssohn to Wagner un recueil des articles de son père dans The Times .